# Madagasterinae
Madagasterinae je podtribus glavočika,  dio tribusa Astereae. Postoje tri priznata roda; tipičan je Madagaster sa Madagaskara.

## Rodovi
1. Madagaster G. L. Nesom (5 spp.)
2. Rochonia DC. (4 spp.)
3. Vernoniopsis Humbert (2 spp.)